# 214 (число)
Вижте пояснителната страница за други значения на 214.
214 (двеста и четиринадесет) е естествено, цяло число, следващо 213 и предхождащо 215.
Двеста и четиринадесет с арабски цифри се записва „214“, а с римски цифри – „CCXIV“. Числото 214 е съставено от три цифри от позиционните бройни системи – 2 (две), 1 (едно), 4 (четири).

## Общи сведения
- 214 е четно число.
- 214-ият ден от годината е 2 август.
- 214 е година от Новата ера.